# The Tuba Trio Chronicles
The Tuba Trio Chronicles  ist ein Musikalbum von Joseph Daley, Warren Smith, Scott Robinson. Die am 3. und 4. April 2014 in den ScienSonic Laboratories, Teaneck, New Jersey, entstandenen Aufnahmen erschienen 2015 auf Daleys Label JoDaMusic.

## Hintergrund
Der Komponist und Tubist Joseph Daley zollte dem 2011 verstorbenen Saxophonisten und Flötisten Sam Rivers mit seinen Album The Tuba Trio Chronicles Tribut. Daley und der Schlagzeuger Warren Smith, der auf dem Album zu hören ist, waren in den 1970er-Jahren Mitglied von Rivers’ Tubatrio. Beide wirkten auch auf Rivers’ dreibändigem Album Essence (Circle, 1976) mit, einem Live-Mitschnitt aus dem Veranstaltungsort Bimhuis in Amsterdam. Daleys Trio wurde 2011 vervollständigt durch den Holzbläser Scott Robinson, der schon auf dem Daley-Album The Seven Deadly Sins (2010) zu hören war. Neben Rivers’ „Beatrice“ spielte das Trio ausschließlich eigenes Material, entweder kollektive Improvisationen oder Daleys Kompositionen.
Mit The Tuba Trio Chronicles Volume II (2024) setzten Daley, Smith und Robinson ihre Zusammenarbeit fort.

## Titelliste
- Joseph Daley, Warren Smith, Scott Robinson: The Tuba Trio Chronicles (JoDaMusic 004)[2]

1. Interplay 12:31
2. Modality 5:31
3. Emergence 5:30
4. Sonorous 9:51
5. Terrarium 20:38
6. Beatrice (Sam Rivers) 7:32
7. Proclamation 9:05

Wenn nicht anders vermerkt, stammen die Kompositionen von Joe Daley.

## Rezeption
Nach Ansicht von Hrayr Attarian, der das Album in All About Jazz rezensierte, ist das Herzstück des Albums das filmische und introspektive „Terrarium“. Das Stück basiere auf einem Gerüst bearbeiteter Klänge, die eine herrlich surreale und fesselnd ätherische Atmosphäre erzeugen würden. Auch beim freien Improvisieren würden die drei die gleiche Souveränität in ihrem Spiel bewahren. In der ungehemmten Improvisation „Emergence“ spielten die Musiker geschickt und intelligent mit den einfallsreichen Ideen des anderen. Daleys warmes, stattliches Euphonium und Robinsons hallendes Sarrusophon und Jazzophon würden einen lyrischen und leidenschaftlichen Dialog führen, der zwei sich gegenseitig befruchtenden Bewusstseinsströmen gleiche. Smiths dröhnende Pauken und plätschernde Becken verliehen dieser raffiniert poetischen Melodie eine erdige dritte Dimension. Dieses fesselnde und mitreißende Album sei ein weiterer Beweis für Daleys herausragende Musikalität und seine künstlerische Brillanz.